# Wieteke Cramer
Wieteke Cramer (Lemmer, 13 de junio de 1981) es una deportista neerlandesa que compitió en patinaje de velocidad sobre hielo.
Ganó una medalla de bronce en el Campeonato Mundial de Patinaje de Velocidad sobre Hielo de 2004 y una medalla de bronce en el Campeonato Europeo de Patinaje de Velocidad sobre Hielo de 2001.

## Palmarés internacional
| Campeonato Mundial | Campeonato Mundial       | Campeonato Mundial | Campeonato Mundial    |
| Año                | Lugar                    | Medalla            | Prueba                |
| ------------------ | ------------------------ | ------------------ | --------------------- |
| 2004               | Hamar (Noruega)          | Medalla de bronce  | Clasificación general |
| Campeonato Europeo |                          |                    |                       |
| Año                | Lugar                    | Medalla            | Prueba                |
| 2001               | Baselga di Piné (Italia) | Medalla de bronce  | Clasificación general |